# Heterarmia sternecki
Heterarmia sternecki är en fjärilsart som beskrevs av Eugen Wehrli 1943. Heterarmia sternecki ingår i släktet Heterarmia och familjen mätare. Inga underarter finns listade i Catalogue of Life.